# Diocese de Como
A Diocese de Como (Dioecesis Comensis) é uma circunscrição eclesiástica da Igreja Católica na Itália, pertencente à Província Eclesiástica de Milão e à Conferenza Episcopale Italiana, sendo sufragânea da Arquidiocese de Milão.
A sé episcopal está na Catedral de Como, na Região da Lombardia.

## Territorio
A diocese è grande, uma das primeras dez diocese italianas em termos de superfície. Quase toda a provincia de Como pertence à Diocese, fora de algumas comunas que pertencem à arquidiocese de Milão; algumas comunas da provincia de Lecco, toda a provincia de Sondrio e algumas comunas da provincia de Varese.
A Diocese è dividida em 338 paroquias.

## Cronologia dos bispos desde o século XIX
Bispos locais:
| #                        | Nome                       | Período    | Notas                                                         |
| Bispos                   | Bispos                     | Bispos     | Bispos                                                        |
| ------------------------ | -------------------------- | ---------- | ------------------------------------------------------------- |
|                          | Oscar Cantoni              | 2016-atual |                                                               |
|                          | Diego Coletti              | 2007-2016  |                                                               |
|                          | Alexandre Maggiolini       | 1989-2006  |                                                               |
|                          | Terèsio Ferraroni          | 1974-1989  |                                                               |
|                          | Feliz Bonomini             | 1947-1974  |                                                               |
|                          | Alexandre Macchi           | 1930-1947  |                                                               |
|                          | Adolfo Luìs Pagani         | 1926-1930  |                                                               |
|                          | Alfonso Archi              | 1905-1925  | nomeado Arcebispo titular de Dara                             |
|                          | Teodòro Valfrè di Bonzo    | 1895-1905  | Nomeado Arcebispo de Vercelli                                 |
|                          | Beato André Carlos Ferrari | 1891-1894  | Nomeado Arcebispo de Milão                                    |
|                          | Luìs Nicora                | 1887-1890  | não tomou posse, pois não teve o exequatur do Estado Italiano |
|                          | Pedro Carsana              | 1871-1887  |                                                               |
|                          | Josè Marzorati             | 1858-1865  |                                                               |
|                          | Carlos Romanò              | 1834-1855  |                                                               |
|                          | João Batista Castelnuovo   | 1821-1831  |                                                               |
|                          | Carlos Rovelli, O.P.       | 1793-1819  |                                                               |
| Bispo coadjutor          |                            |            |                                                               |
|                          | Terèsio Ferraroni          | 1970-1974  |                                                               |
| Administrador apostolico |                            |            |                                                               |
|                          | Terèsio Ferraroni          | 1973-1974  |                                                               |